# Blair Cochrane
Blair Onslow Cochrane (født 11. september 1853, død 7. december 1928) var en britisk sejler, som deltog i OL 1908 i London.
Cochrane var styrmand på båden Cobweb, der var et af de fem fartøjer i 8-meter klassen ved legene i 1908. Cobweb vandt de to første af tre sejladser og blev dermed sikker vinder. Svenske Vinga blev nummer to og britiske Sorais nummer tre. Med i Cobweb var John Rhodes (der var gift med Cochranes hustrus søster), Henry Sutton (der var bror til Cochranes hustru), Arthur Wood og Charles Campbell.
Cochranes sejlede for klubben Royal Victoria Yacht Club, der bidrog til organiseringen af sejlkonkurrencerne ved legene, og som formand for klubbens komité var Cochrane ud over at være med til arrangementet, og han var desuden med i administrationen af det olympiske program.
Cochrane var rear commodore (næstformand) i sin klub 1909-1913. Han deltog i første verdenskrig og tildelt en OBE efter krigen.